# Schneeglöckchen

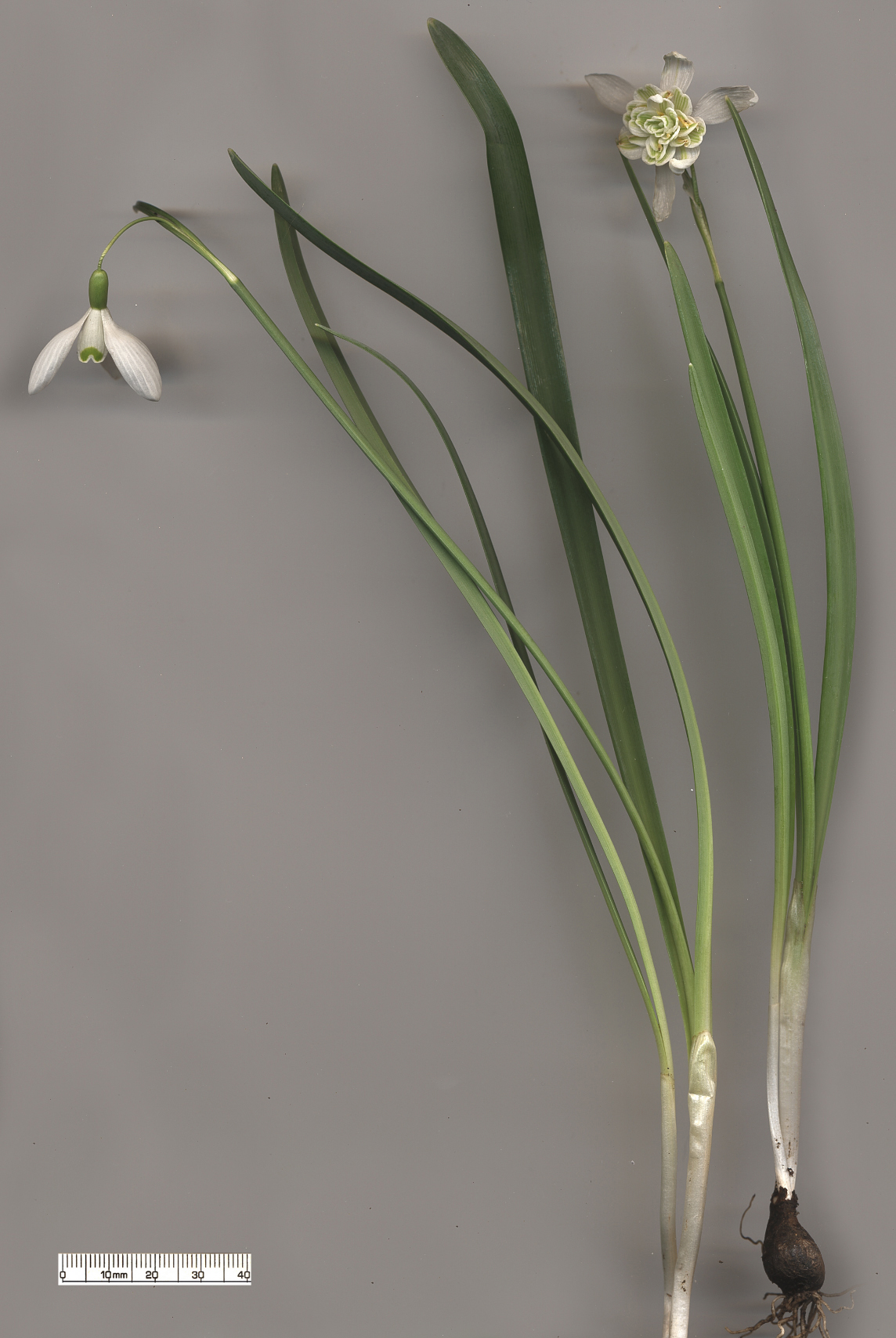
Kleines Schneeglöckchen (Galanthus nivalis): Links die normale Form und rechts die gefülltblühende Ausleseform, Galanthus nivalis forma pleniflorus 'Flore Pleno'

Die Schneeglöckchen (Galanthus) bilden eine Pflanzengattung innerhalb der Familie der Amaryllisgewächse (Amaryllidaceae). Die etwa 20 Arten kommen von Mittel-, Südeuropa bis Vorderasien und den Kaukasus vor. Sie sind seit Jahrhunderten beliebte Zierpflanzen, da sie zu den ersten Blütenpflanzen des Vorfrühlings gehören. Die meisten Arten blühen um den März herum. In Mitteleuropa ist nur das Kleine Schneeglöckchen heimisch. Einige andere Arten treten hier stellenweise verwildert auf. Das Hauptverbreitungsgebiet der Schneeglöckchen liegt in den Ländern rund um das Schwarze Meer.

## Namensgebung
Der botanische Name Galanthus ist abgeleitet aus den griechischen Wörtern gála für Milch und ánthos für Blüte. Der deutsche Name „Schneeglöckchen“ bezieht sich auf das den Frühling anzeigende Herausragen von Galanthus nivalis aus dem Schnee. Andere deutsche Trivialnamen sind: Frühlingsglöckchen, Hübsches Februar-Mädchen, Lichtmess-Glöckchen, Lichtmess-Glocken, Märzglöckchen, Märzveilchen, Marienkerzen, Milchblume, Schnee-Durchstecher, Schneetulpe, Weiße Jungfrau, Weißglatze.

## Beschreibung
Schneeglöckchen-Arten sind ausdauernde krautige Pflanzen. Diese Geophyten bilden Zwiebeln als Überdauerungsorgane. Zwei bis – selten – drei parallelnervige Laubblätter stehen grundständig zusammen.
Dann wird der Blütenstand ausgetrieben mit einem langen Blütenschaft und nur einer Blüte. Anfangs umgibt ein Hochblatt die Blüten und schützt diese vor strenger Witterung. Bei günstigen Bedingungen durchbricht die Blüte die Scheide. Da der Stiel schwach gebaut ist, senkt sich die Blüte und nickt.
Die duftende, zwittrige, radiärsymmetrische Blüte besteht (wie bei Einkeimblättrigen üblich) aus dreizähligen Blütenblattkreisen. Die Blütenhülle besteht aus drei weißen freien äußeren Blütenhüllblättern und drei verwachsenen grünlichweißen inneren Blütenhüllblättern. Die drei inneren Blütenhüllblätter sind viel kleiner als die drei äußeren und normalerweise grün gezeichnet. Sie sind das Charakteristikum dieser Gattung. Zwei mal drei spitzkegelförmige Staubblätter stehen dicht zusammen. Drei Fruchtblätter sind zu einem unterständigen Fruchtknoten verwachsen mit einem weißen Stempel und einer kopfigen Narbe. Die Bestäubung erfolgt durch Insekten.
Blütenformel:
{\displaystyle \star \;P_{3+3}\;A_{3+3}\;G_{\overline {(3)}}}
Es werden Kapselfrüchte gebildet, die 18 bis 36 Samen enthalten. An den hellbraunen Samen, mit 3,5 mm Durchmesser, ist ein großer fleischiger Nährkörper (Elaiosom) angewachsen. Da der Stängel nach der Fruchtbildung schlaff auf den Boden fällt, können Ameisen (Myrmekochorie) an die Samen kommen. Sie haben eine Vorliebe für den am Samen festgewachsenen Nährkörper und tragen daher die Samen zu ihrem Bau. Unterwegs fressen sie den Nährkörper häufig auf und lassen den eigentlichen Samen unbeachtet liegen. So tragen sie zur weiten Ausbreitung des Schneeglöckchens bei.
Die Blütezeit der Wildarten reicht von Oktober (Königin-Olga-Schneeglöckchen und Galanthus peshmenii) bis zum Ende des Frühlings (Kleines Schneeglöckchen); die Kulturarten blühen teilweise bis in den April.
Alle Wildarten stehen seit 1973 (CITES, Washingtoner Artenschutzübereinkommen) unter Artenschutz.
Zur Vermehrung der Pflanzen tragen außerdem auch Tochterzwiebeln bei, so dass sich häufig dichte Horste bilden. Diese können nach der Blüte geteilt werden, während die Pflanzen noch grün sind.

## Vorkommen
Die Heimat der Arten ist Europa und Südwestasien, von Kleinasien über den Kaukasus bis zur Region um das Kaspische Meer. Allein in der Türkei sind zwölf der akzeptierten Arten heimisch, in Georgien und im Süden Russlands je sieben und in Griechenland fünf Arten. In Nordamerika sind Pflanzen aus Kultur verwildert und Neophyten. In England sind Schneeglöckchen außerhalb der Gärten erst ab 1770 nachgewiesen. Sie verwilderten vermutlich aus Klostergärten.
Sie kommen in Waldwiesen, Auen und Laubwäldern vor und bevorzugen feuchte und schattige Standorte. Sie werden häufig als erste Frühlingsboten betrachtet und deshalb auch gerne in Grünanlagen und Gärten gepflanzt. In der Phänologie bedeutet die Erst-Blüte den Anfang des Vorfrühlings.

## Arten und Klassifikation
Es gibt etwa 20 Arten in der Gattung Schneeglöckchen (Galanthus). Die am häufigsten als Zierpflanzen verwendeten Arten sind neben dem Kleinen Schneeglöckchen das Elwes-Schneeglöckchen oder Riesenschneeglöckchen mit breiten mattgrünen Blättern und das Woronow-Schneeglöckchen mit breiten glänzenden Blättern. Da häufig auch Züchtungen und Hybriden angepflanzt werden, ist eine sichere Bestimmung der Art nicht immer möglich. Zur Artbestimmung einiger Arten findet man einen illustrierten Bestimmungsschlüssel in den Weblinks.
Die folgende Zusammenstellung der Galanthus-Arten gibt Namen und das Jahr der Erstbeschreibung, wenn möglich eine Abbildung oder einen Link, das Verbreitungsgebiet, die Blütemonate am Naturstandort sowie einige charakteristische Merkmale der Arten an. Ein Steckbrief stellt schematisch sechs Eigenschaften der 20 Wildarten dar. Skizziert sind links die Form des Blattaustriebes aus der Zwiebel, in der Mitte die Form und Lage der grünen Zeichnungen auf den inneren Blütenblättern und unten die Form der Laubblätter. Auf der rechten Seite sind die Laubblätter kurz charakterisiert. M und G stehen für matt bzw. glänzend, und die beiden Zahlenwerte sind die maximale Breite bzw. maximale Länge der Laubblätter in cm. Aufgrund der natürlichen Variabilität des Erscheinungsbildes der Pflanzen innerhalb einer Art durch genetische Faktoren und Wachstumsbedingungen ist dieser Steckbrief nicht für eine zweifelsfreie Bestimmung geeignet, sondern dient als ein erster Anhaltspunkt zur Artbestimmung. Er kann aber in vielen Fällen helfen, eine Art zu identifizieren.
| Name                                                              | Trivialname                                                             | Blüte- zeit      | Bild                                                                 | Steckbrief | Verbreitung                                                                | Besondere Merkmale                                                     |
| ----------------------------------------------------------------- | ----------------------------------------------------------------------- | ---------------- | -------------------------------------------------------------------- | ---------- | -------------------------------------------------------------------------- | ---------------------------------------------------------------------- |
| Galanthus alpinus Sosn.                                           | Kaukasus-Schneeglöckchen                                                | 2 – 5            | [ Abb. im Weblink 1 ]                                                |            | Nordöstliche Türkei bis Kaukasus                                           | mattgrüne Laubblätter (gerollt)                                        |
| Galanthus angustifolius Koss                                      | Schmalblättriges Schneeglöckchen                                        | 3 – 5            |                                                                      |            | Nord Kaukasus                                                              | schmale Laubblätter                                                    |
| Galanthus bursanus Dimitri A. Zubov, Yıldiz Konca, Aaron P. Davis |                                                                         | 10 - 1           | Abb. im Weblink                                                      |            | Westliche Türkei                                                           | Herbstblüher, leicht gefaltete Laubblätter                             |
| Galanthus cilicicus Baker                                         | Cilicisches Schneeglöckchen                                             | 11 – 1           | [ Abb. im Weblink 1 ]                                                |            | Zentral- und Süd-Anatolien                                                 | Herbstblüher                                                           |
| Galanthus elwesii Hook. f.                                        | Elwes-Schneeglöckchen, Riesenschneeglöckchen, Türkische Schneeglöckchen | 2 – 5            | Blüte vom Elwes-Schneeglöckchen mit der charakteristischen Zeichnung |            | Balkanhalbinsel, südwestliche Ukraine, Türkei                              | mattgrüne breite Laubblätter (gerollt)                                 |
| Galanthus fosteri Baker                                           | Foster-Schneeglöckchen                                                  | 1 – 3 (4)        | ,                                                                    |            | Zentral-Anatolien, Syrien bis Jordanien                                    |                                                                        |
| Galanthus gracilis Čelak.                                         | Zierliches Schneeglöckchen                                              | 2 – 5            |                                                                      |            | Bulgarien, Rumänien, Griechenland, südwestliche Ukraine, West-Anatolien    | schmale Laubblätter                                                    |
| Galanthus ikariae Baker                                           | Ikaria-Schneeglöckchen                                                  | 2 – 3            | [ Abb. im Weblink 1 ]                                                |            | die ägäischen Inseln Skyros, Andros, Naxos und Ikaria                      |                                                                        |
| Galanthus koenenianus Lobin, C.D.Brickell & A.P.Davis             | Koenen-Schneeglöckchen                                                  | 2 – 3            | [ Abb. im Weblink 1 ]                                                |            | Nordost-Anatolien                                                          |                                                                        |
| Galanthus krasnovii Khokhr.                                       | Krasnov-Schneeglöckchen                                                 | 3 – 5            | [ Abb. im Weblink 1 ]                                                |            | Nordost-Anatolien bis West-Transkaukasien                                  | mehr als 30 mm breite Blätter (gerollt)                                |
| Galanthus lagodechianus Kem.-Nath.                                | Lagodechi-Schneeglöckchen                                               | (2)3 – 4         | [ Abb. im Weblink 1 ]                                                |            | < Kaukasus und Transkaukasien                                              |                                                                        |
| Galanthus nivalis L.                                              | Kleines Schneeglöckchen oder Gewöhnliches Schneeglöckchen               | 2 – 3 (4)        |                                                                      |            | Europa von den Pyrenäen bis zur Ukraine                                    | schmale meist mattgrüne Blätter, (flach aneinander)                    |
| Galanthus panjutinii Zubov & A.P.Davis                            |                                                                         | 3                | [ Abb. im Weblink 1 ]                                                |            | Die Art wurde 2012 aus dem westlichen Transkaukasien erstbeschrieben.      |                                                                        |
| Galanthus peshmenii A.P.Davis & C.D.Brickell                      | Peshmen-Schneeglöckchen                                                 | 10 – 11          | [ Abb. im Weblink 1 ]                                                |            | Südwest-Anatolien sowie die zu Griechenland gehörende Insel Megisti        | Herbstblüher                                                           |
| Galanthus platyphyllus Traub & Moldenke                           | Breitblättriges Schneeglöckchen                                         | 5 – 6 (7)        | [ Abb. im Weblink 1 ]                                                |            | Heimat: West- und Zentral-Kaukasus                                         | sehr breite Laubblätter                                                |
| Galanthus plicatus M.Bieb.                                        | Clusius-Schneeglöckchen oder Faltblatt-Schneeglöckchen                  | 2 – 4            |                                                                      |            | Rumänien, Krim, Ukraine, Nord-Anatolien, Nordwest-Kaukasus                 | glänzende „gefaltete“ Laubblätter                                      |
| Galanthus reginae-olgae Orph.                                     | Königin-Olga-Schneeglöckchen, Herbst-Schneeglöckchen                    | 10 – 12 + 12 – 3 |                                                                      |            | Nordwest-Sizilien, nordwestliche und westliche Balkanhalbinsel             | Blätter (flach aneinander) mit weißlichen Mittelstreifen; Herbstblüher |
| Galanthus rizehensis Stern                                        | Rizasee-Schneeglöckchen                                                 | 1 – 3 (4)        | [ Abb. im Weblink 1 ]                                                |            | nordöstliches Anatolien und westlicher Kaukasus                            |                                                                        |
| Galanthus samothracicus Kit Tan & Biel                            |                                                                         | 1 – 2            | [ Abb. im Weblink 3 ]                                                |            | Die Art wurde 2013 von der nordägäischen Insel Samothraki erstbeschrieben. |                                                                        |
| Galanthus transcaucasicus Fomin                                   | Kaspisches Schneeglöckchen oder Transkaukasisches Schneeglöckchen       | 12 – 4           | [ Abb. im Weblink 1 ]                                                |            | Südliches und östliches Transkaukasien und nördlicher Iran                 |                                                                        |
| Galanthus trojanus A.P.Davis & Özhatay                            |                                                                         | 3                | [ Abb. im Weblink 1 ]                                                |            | Westliche Türkei                                                           |                                                                        |
| Galanthus woronowii Losinsk.                                      | Woronow-Schneeglöckchen                                                 | 1 – 4            |                                                                      |            | Westlicher und zentraler Kaukasus und nordöstlichen Anatolien              | glänzende breite Laubblätter (gerollt)                                 |

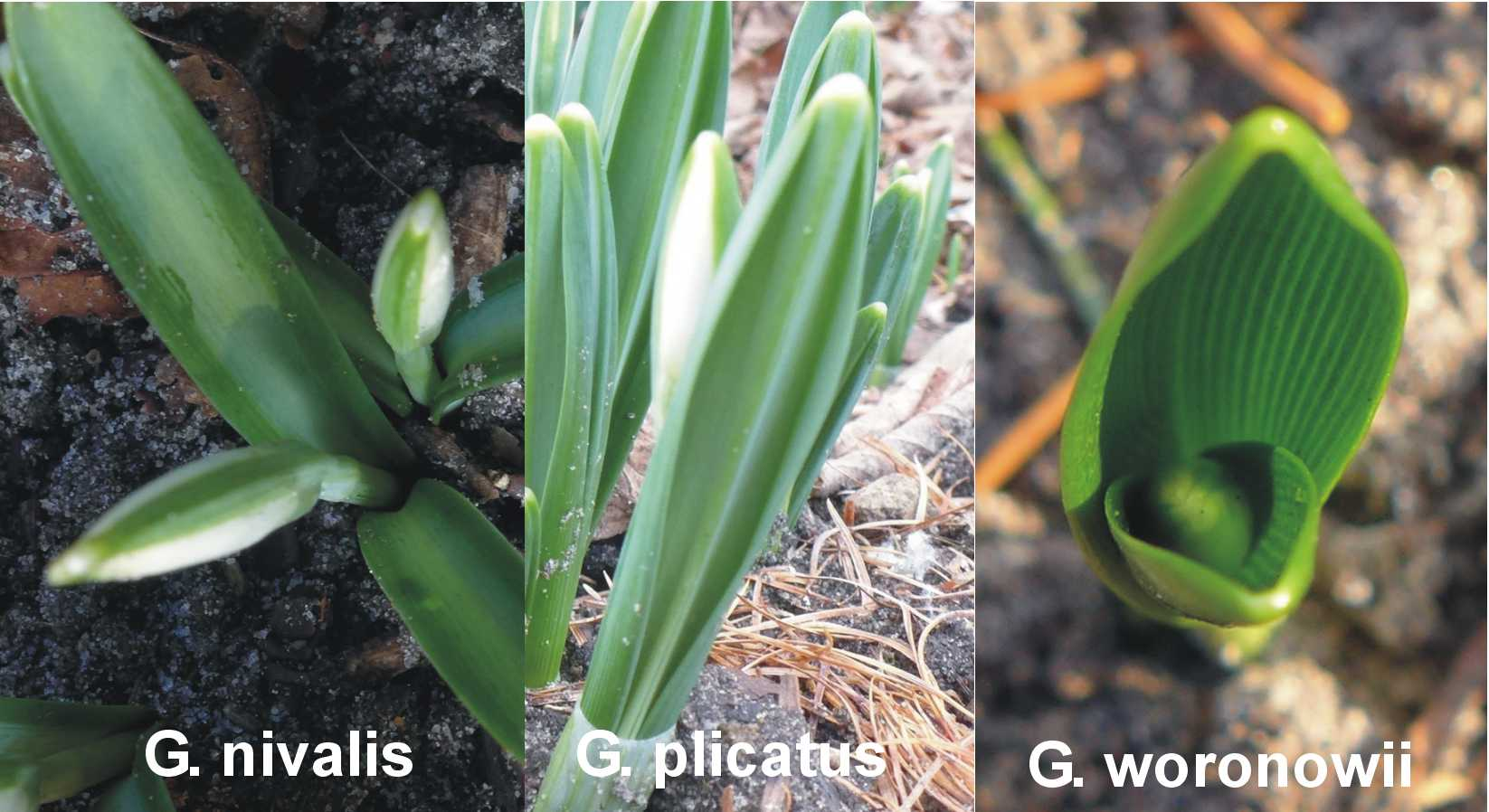
Die drei verschiedenen Formen des Blattaustriebes aus der Zwiebel: flach (applanate), gefaltet (explicativ) zusammengerollt (convolute) v. l. n. r.

Eine morphologische Klassifikation nach Stern (1956) verwendet die Anordnung der Laubblätter in der Zwiebel als Unterscheidungsmerkmal (erkennbar beim Austrieb aus der Zwiebel oder im Querschnitt). Weitere Unterscheidungsmerkmale sind z. B. die Art und Form der charakteristischen grünen Zeichnungen der inneren Blütenblätter oder die Farbe und Form der Laubblätter. Stern teilte die Gattung in drei Sektionen:
- Sektion Nivales (Beck) flache Blätter
- Sektion Plicati (Beck) gefaltete Blätter
- Sektion Latifolii (Beck) gerollte Blätter

Die Arbeiten von Artjuschenko (1965, 1966, 1970) führten zu einer weitgehend akzeptierten Klassifikation der Schneeglöckchenarten. Die Autorin nutzte nach detaillierten Studien neue Unterscheidungsmerkmale der Pflanzenanatomie, u. a. die Größe der Luftröhrchen im Blattquerschnitt oder die Form der Zellen in der Blattepidermis. Diese Merkmale kombinierte sie mit den bekannten morphologischen Merkmalen. Vorgeschlagen wurde eine Einteilung in zwei Gruppen: 1) Arten aus Europa und Kleinasien und 2) Arten aus dem Kaukasus. Durch Verwendung der Blattstellung beim Austrieb aus der Zwiebel als weiteres Merkmal, erfolgte eine Einteilung in insgesamt fünf Gruppen.
| Gruppe | Form der Epidermiszellen | Hohlräume in den Blättern | Blattlage | Vorkommen                         | Name                                                                                     |
| ------ | ------------------------ | ------------------------- | --------- | --------------------------------- | ---------------------------------------------------------------------------------------- |
| I      | rechteckig               | keine                     | gerollt   | Kaukasus und Insel Ikaria (Ägäis) | Galanthus ikariae (inkl. Galanthus woronowii) Galanthus krasnovii Galanthus platyphyllus |
| I      | rechteckig               | ja                        | gerollt   | Kaukasus                          | Galanthus alpinus Galanthus bortkewitschianus Galanthus caucasicus                       |
| I      | rechteckig               | groß                      | flach     | Kaukasus und Kleinasien           | Galanthus lagodechianus Galanthus transcaucasicus (inkl. Galanthus rizehensis)           |
| II     | spitz zulaufend          | groß                      | flach     | Europa und Kleinasien             | Galanthus corcyrensis Galanthus nivalis Galanthus reginae-olgae                          |
| II     | am Rande stark verengt   | groß                      | gefaltet  | Europa und Kleinasien             | Galanthus plicatus Galanthus byzantinus                                                  |

Eine andere Unterteilung in die beiden Sektionen Galanthus und Viridifolii (Kem. Nath.) erfolgte hauptsächlich anhand der Form der Epidermiszellen und des Verbreitungsgebietes. Die Blattfarbe ist hier ein Unterscheidungsmerkmal.
| Sektion 1 GALANTHUS | Sektion 2 VIRIDIFOLII Kern.-Nath. |
| --- | --- |
| Blätter grau-grün, Epidermis der Blätter besteht aus länglichen Zellen die zum Rand verjüngt sind, Vorkommen in Mittel- und Südeuropa und in NW Kleinasien. | Blätter grau-grün oder grün (glänzend, matt oder glanzlos), Epidermis der Blätter besteht aus rechteckigen Zellen, Vorkommen im Kaukasus und Kleinasien (ohne den NW – Ausnahme ist hierbei Galanthus ikariae) |
| 1a Galanthus nivalis L. subsp. nivalis 1b Galanthus nivalis subsp. anpshilius (Koss) Artjush. 2 Galanthus reginae-olgae Orph. 3 Galanthus corcyrensis (Beck) Stern 4 Galanthus gracilis Orph. ex Boiss.§ 5 Galanthus elwesii Hook.f. § 6 Galanthus plicatus M.Bieb. 7 Galanthus byzantinus Baker | 8 Galanthus caucasicus (Baker) Grossh. 9 Galanthus alpinus Sosn. 10 Galanthus bortkewitschianus Koss 11 Galanthus ikariae Baker (inkl. Galanthus woronowii Losinsk., in syn.) 12 Galanthus platyphyllus Traub & Moldenke 13 Galanthus krasnovii A.P.Khokhr. 14 Galanthus fosteri Baker § 15 Galanthus transcaucasicus Fomin (incl. Galanthus rizehensis Stern, in syn.) 16 Galanthus cilicicus Baker §§ 17 Galanthus lagodechianus Kern.-Nath. |

Klassifikation von Galanthus nach Artjuschenko 1966 und 1970 (§ + §§ Arten wurden im Ref. hinzugefügt).
Kladogramm der evolutionären Entwicklung der Gattung Galanthus nach Ronsted et al.

## Züchtung

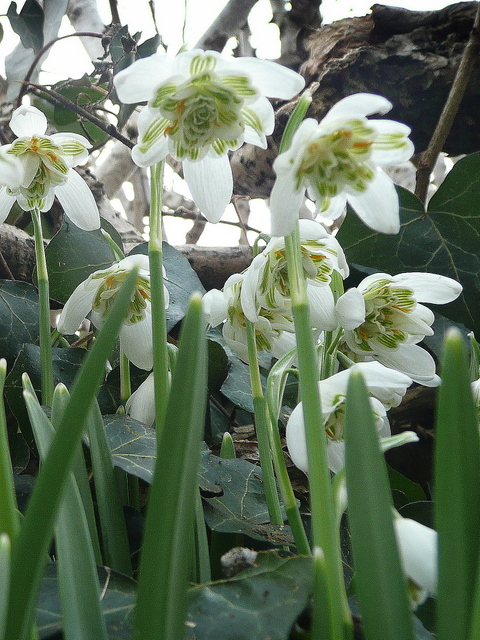
Galanthus nivalis mit gefüllter Blüte (flore pleno)

Die intensivere Züchtung begann in England nach dem Krimkrieg (1853–1856), als Soldaten von der Halbinsel Krim Zwiebeln von Galanthus plicatus mitbrachten, welche sich in England in den Gärten mit dem früher eingeführten Galanthus nivalis und dem türkischen Galanthus elwesii kreuzten. Waren über Jahrzehnte nur ein paar Sorten bekannt, ist die Sortenvielfalt durch die Arbeit von Züchtern heute schon fast unübersichtlich groß geworden. Derzeit sind etwa 800 Sorten (davon 500 registrierte) von Schneeglöckchen bekannt, die aus mehreren Arten hervorgegangen sind. Ziel der Züchtung und der Auslese sind hauptsächlich die Blütenform und -größe sowie die Blühdauer. Einige Sorten haben gefüllte Blüten oder spezielle Muster bzw. Zeichnungen auf den inneren oder äußeren Blütenblättern. Eine weitere Besonderheit sind Blüten, die kein Blattgrün enthalten und deshalb weiß-gelb erscheinen. Inzwischen gibt es eine Gruppe von Schneeglöckchen-Enthusiasten, sogenannte Galantophile, die bereit sind, für neue Sorten hohe Preise zu bezahlen. 2022 erzielte eine von Joe Sharman in Cambridgeshire gezüchtete Zwiebel der Variante Golden Tears auf einer Ebay-Auktion £1,850.
Eine übliche Vermehrungsmethode, um z. B. sterile Sorten zu vermehren, ist das Twin-Scaling, ein Teilen der Zwiebel in ruhendem Zustand. Hierbei wird die Zwiebel bis auf den Zwiebelboden herunter mit vielen Schnitten „gereizt“ oder vollständig in etwa 10 Teile zerschnitten, um die Bildung neuer Nebenzwiebeln anzuregen.

## Heilwirkung und Giftigkeit
Galantamin wird als Mittel gegen Demenz genutzt und um das Fortschreiten der Alzheimer-Krankheit zu bremsen.
Alle Pflanzenteile, besonders die Zwiebel, enthalten giftige Alkaloide. In der Zwiebel befindet sich vorwiegend das Amaryllidaceen-Alkaloid, in anderen Pflanzenteilen Tazettin, Galantamin und Lycorin. Eine kritische Dosis ist nicht bekannt.
Mögliche Vergiftungssymptome sind vermehrter Speichelfluss, Bauchschmerzen, Übelkeit, Erbrechen und Durchfall. Gelegentlich werden Kreislaufstörungen mit Schweißausbruch und Benommenheit beobachtet.

## Philatelie
Mit dem Erstausgabetag 3. Januar 2022 gab die Deutsche Post AG in der Dauerserie  Blumen ein Postwertzeichen im Nennwert von  32 Eurocent mit dem Motiv Schneeglöckchen heraus. Der Entwurf stammt von den Grafikern Stefan Klein und Olaf Neumann aus Iserlohn.

## Thermogenese
Manche Pflanzen können durch den eigenen Stoffwechsel Pflanzenteile signifikant über die Umgebungstemperatur erwärmen. Auch das Schneeglöckchen soll angeblich in der Zwiebel Eigenwärme erzeugen, um sich seinen Weg durch den Schnee zu schmelzen. Es gibt für Thermogenese beim Schneeglöckchen aber keinen wissenschaftlichen Beweis. Stattdessen liegt nahe, dass das Schmelzen des umgebenden Schnees auf der Absorption von Sonnenstrahlung und deren Umwandlung in Wärmeenergie beruht, so wie es häufig auch bei unbelebter Materie geschehen kann.